# Tour de France féminin

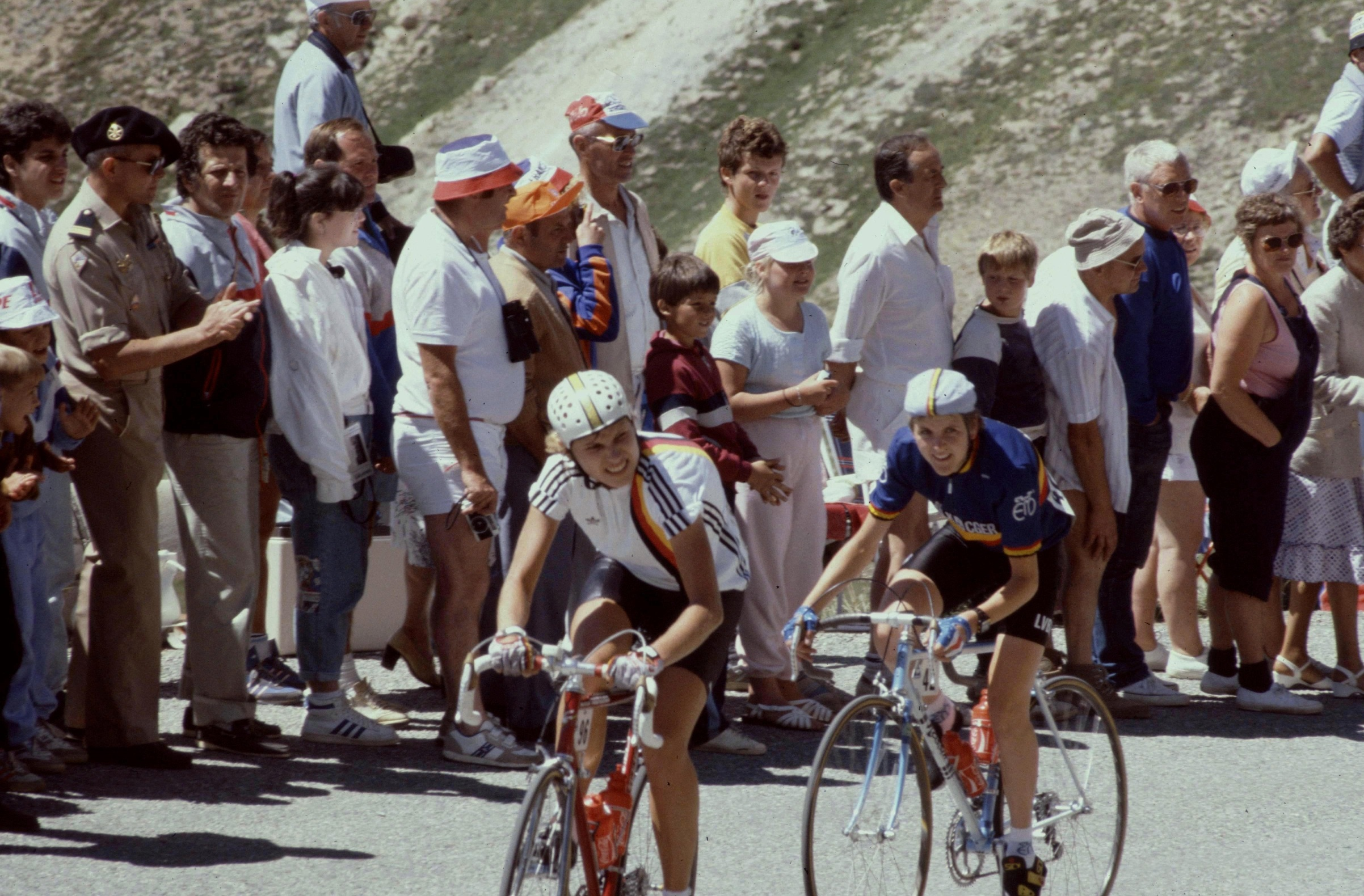
Sandra Schumacher (links) und Nadine Fiers auf dem Weg zum Col d’Izoard (1986)

Tour de France féminin war der Name zweier Etappenrennen in Frankreich, die zu den Vorgängern der Tour de France Femmes gehören. Das erste Rennen unter diesem Namen hatte nur eine Ausgabe, und zwar 1955. Von 1984 bis 1989 wurde erneut ein Rennen unter diesem Namen organisiert und von 1990 bis 1993 in anderer Form als Tour de la CEE féminin weitergeführt.

## Tour de France féminin (1955)
Ein erstes Tour de France féminin genanntes Etappenrennen fand 1955 statt. Es wurde nicht etwa von der Société du Tour de France veranstaltet, welche die Tour de France der Männer organisierte, sondern durch Jean Leulliot, einen Journalisten und Veranstalter zahlreicher weiterer Rennen. Zu jenem Zeitpunkt war der Frauen-Radsport noch wenig entwickelt (siehe auch Geschichte des Frauenradrennsports). Man musste sich bei dieser Gelegenheit erst einmal einigen, welches das richtige französische Wort für Radrennfahrerin sei (coursière oder coureuse). Das Rennen führte fünf Tage lang aus der Umgebung von Paris durch die Normandie und zurück, wobei 400 Kilometer zurückgelegt wurden. Es nahmen 41 Fahrerinnen daran teil, hauptsächlich aus Frankreich. Britische Fahrerinnen waren mit einem kleinen Kontingent vertreten und belegten die beiden ersten Plätze. Unter den weiteren Teilnehmerinnen war die Luxemburgerin Elsy Jacobs, die drei Jahre später erste Weltmeisterin im Straßenrennen der Frauen werden sollte. Die Tour hielt sich jedoch nicht und verschwand nach ihrer ersten Ausgabe wieder.

### Palmarès
| Jahr | Erste           | Zweite         | Dritte                  |
| ---- | --------------- | -------------- | ----------------------- |
| 1955 | Millie Robinson | June Thackerey | Marie-Jeanne Donabédian |

## Tour de France féminin (1984–1989)
1984 gab es wiederum eine Tour de France féminin, diesmal von der Sociéte du Tour de France selbst. Verantwortlich zeichnete der damalige Leiter der Tour de France, Félix Lévitan. Dieses Etappenrennen fand zeitgleich mit der Tour der Männer statt; die Frauen starteten vor der Werbekarawane und bestritten zumeist die letzten 60 bis 80 Kilometer des Männer-Rennens. Auf diese Weise umfasste die Tour jeweils 11 bis 18 Etappen. Die dominanten Fahrerinnen waren Maria Canins und Jeannie Longo, die bei fünf von sechs Ausgaben die beiden ersten Plätze belegten. Das Rennen hatte in dieser Form bis 1989 Bestand.

### Palmarès
| Jahr | Erste           | Zweite        | Dritte           |
| ---- | --------------- | ------------- | ---------------- |
| 1984 | Marianne Martin | Heleen Hage   | Deborah Shumway  |
| 1985 | Maria Canins    | Jeannie Longo | Cécile Odin      |
| 1986 | Maria Canins    | Jeannie Longo | Inga Thompson    |
| 1987 | Jeannie Longo   | Maria Canins  | Ute Enzenauer    |
| 1988 | Jeannie Longo   | Maria Canins  | Elisabeth Hepple |
| 1989 | Jeannie Longo   | Maria Canins  | Inga Thompson    |

## Tour de la CEE féminin (1990–1993)
Nach der Ablösung Félix Lévitans als Tour-Direktor wurde die Frauen-Tour 1990 von der Tour de France abgekoppelt und mit der Tour de l’Avenir zusammengelegt, welche in jenen Jahren unter dem Namen Tour de la CEE lief und neben Frankreich auch andere Länder der Europäischen Wirtschaftsgemeinschaft durchquerte. Die Tour de la CEE féminin konnte sich auf diese Weise nicht in der öffentlichen Wahrnehmung durchsetzen und wurde nach 1993 eingestellt. Bereits zuvor hatte sich mit der Grande Boucle Féminine eine Konkurrenzveranstaltung gebildet, die bis 2009 überdauern sollte. Die ASO engagierte sich erst 2014 mit dem Eintagesrennen La Course by Le Tour de France wieder im Frauen-Radsport.

### Palmarès
| Jahr | Erste                | Zweite               | Dritte               |
| ---- | -------------------- | -------------------- | -------------------- |
| 1990 | Catherine Marsal     | Leontien van Moorsel | Astrid Schop         |
| 1991 | Astrid Schop         | Leontien van Moorsel | Roberta Bonanomi     |
| 1992 | Leontien van Moorsel | Heidi Van De Vijver  | Roberta Bonanomi     |
| 1993 | Heidi Van De Vijver  | Leontien van Moorsel | Alexandra Koljassewa |